# Обнажённое солнце (фильм, 1958)
«Обнажённое солнце», иной вариант перевода названия — «Голое солнце» (яп. 裸の太陽, хадака-но тайё; англ. The Naked Sun) — японский чёрно-белый фильм-драма режиссёра Миёдзи Иэки, вышедший на экраны в 1958 году. Первый фильм режиссёра Иэки в кинокомпании «Тоэй». Автором сценария выступил знаменитый Канэто Синдо. Повесть, которая легла в основу фильма, написана рабочим-железнодорожником Кадзутоси Кимурой, и не удивительно, что повсюду в нём ощущается дыхание железной дороги. Это рассказ о скромных делах скромных людей. Кинолента отмечена Молодёжной премией сенатора Западного Берлина по народному образованию за лучший юношеский игровой фильм 9-го Берлинского международного кинофестиваля, а также номинировалась на «Золотого медведя» того же киносмотра и на престижнейшую национальную кинопремию «Кинэма Дзюмпо».

## Сюжет
Паровозный кочегар Юдзи Кимура любит Юкико — работницу кружевной фабрики. Они мечтают пожениться, откладывают на это деньги. Сбережения иногда туманят, иногда радуют сердца молодой пары. Например, однажды Юкико была шокирована, когда она узнала от будущего мужа о том, что он запросто одолжил все их сбережения для своего сослуживца Дзиро Маэды. Она была очень озадачена таким поступком своего возлюбленного. Но, спустя какое-то время Юкико узнаёт причину, из-за чего друг её наречённого так остро нуждался в деньгах и поняла, что её Юдзи поступил правильно и великодушно. Кимура вечно выпачкан в угольной пыли, вечно сражается с раскалённым углём в топке. В выходной день они собираются пойти на пляж, но неожиданный вызов с работы разрушает их планы. И всё же эти рабочие люди беззаботны, искренни, оптимистичны.

## В ролях
- Синдзиро Эхара — Юдзи Кимура
- Сатоми Ока — Юкико Морита
- Хитоми Накахара — Кимико, младшая сестра Юкико
- Тосио Такахара — Кэндзо Сакияма
- Митико Хоси — Фусаэ Цума
- Тацуя Накадай — Дзиро Маэда
- Канэко Ивасаки — Томико Каваи
- Котаро Томита — Тадао
- Тёко Иида — Инэ
- Ёсио Такацу — Хатакэяма
- Кодзи Киёмура — Китагава
- Харуми Сонэ — Сэто
- Исао Ямагата — помощник машиниста
- Дзюнкити Оримото — Такэити Кимура
- Эйдзиро Тоно — старик Ёсида

## Премьеры
— национальная премьера фильма состоялась 1 октября 1958 года.
 — мировая премьера фильма прошла летом 1959 года в рамках конкурсного показа на IX МКФ в Западном Берлине.

## Награды и номинации
IX Берлинский международный кинофестиваль 1959 года
- Премия юношеского кинематографа — лучший игровой фильм.
- Номинация на «Золотого медведя» (главный приз фестиваля).

Премия журнала «Кинэма Дзюмпо» (1959)
- Фильм выдвигался на премию «Кинэма Дзюмпо» в номинации за лучший фильм 1958 года, по результатам голосования занял 5-е место.

## Комментарии
1. ↑  Русское название «Обнажённое солнце» распространено в советском киноведении, например в бюллетене Госфильмофонда СССР «Кино и время», выпуск второй (книга 2), М., 1962 (с. 220—222) и на некоторых сайтах в Интернете; название «Голое солнце» также встречается в советских изданиях о кино, например в книге Акиры Ивасаки «История японского кино», 1961 (перевод с японского 1966, переводчики: Владимир Гривнин, Л. Левин и Б. Раскин). — М. : Искусство, 1966, (с. 207).